# Christian de Portzamparc
Christian Urvoy de Portzamparc (Casablanca, 5. svibnja 1944.) je slavni francuski suvremeni arhitekt i urbanist; dobitnik Pritzkerove nagrade za arhitekturu (1994.), poznat po svojim odvažnim projektima i umjetničkom dodiru, te izrazitoj skrbi za urbanistički okoliš koja je glavna vodilja u njegovom radu.

## Životopis
Christian Urvoy de Portzamparc je rođen u Kazablanci (Maroko) 1944., a diplomirao je arhitekturu na Likovnoj akademiji u Parizu 1970. godine. Već 1980. godine, uz potporu arhitekata Marie-Elisabeth Nicoleau, Étienne Pierres i Bertranda Beau, otvorio je svoj ured sa sjedištem u Parizu, kojem su se kasnije pridružili i Bruno Durbecq, Céline Barda Lea Xu, André Terzibachian i Clovis Cunha. Danas njegova agencija ima satelitske urede u blizini gradilišta u New Yorku i Rio de Janeiru, a predstavlja tim od 80 ljudi iz svih krajeva svijeta.
Kao arhitekt i urbanist, ali i izvođač radova, Christian de Portzamparc se upleo u istraživanje oblika i značenja, a njegov rad se usredotočuje na istraživanje iznad špekulacija, na kvalitetu života i estetike uvjetovane etikom, za koje on smatra da su predugo bile nepovezane. Christian de Portzamparc je posvećen svim vrstama gradnje, od jednostavnih građevina do velikih urbanih planova, pri čemu je razvoj grada njegova osnovna vodilja koju razvija u tri glavne neodvojive linije: susjedstvo ili „grad u dijelovima”, pojedine zgrade i neboderi.
Razvoj njegovih urbanih projekata kroz natječaje i studije doveo je do razvoja arhitektonskih metoda, praktičnih rezultata teorijskog istraživanja i analize. Njegova obnovljena vizija urbanih struktura, pod nazivom "otvoreni blok" 1980-ih, može se vidjeti i danas u projektima kao što su četvrt u Parizu, Quartier Masséna - Seine Rive Gauche (od 1995.), i La Lironde na jugu Francuske (od 1991.), koja oba predstavljaju njegova remek-djela planiranja i koordinacijskih tehnika izgradnje.
God. 1989. dobio je Red umjetnosti francuskog ministarstva kulture, a 1994. godine i Pritzkerovu nagradu, koja se često naziva i „Nobelovom nagradom za arhitekturu”. Collège de France je čak 2006. god. osnovao 53. kolegij, posvećen umjetničkom stvaranju, u koji su pozvali Christiana de Portzamparca kao prvog predavača. Danas on nastavlja izvoditi brojne projekte čirom svijeta, u kojima izražava svježinu, uđitak i strast kroz perfekciju koja ga odlikuje od najranijih radova.

## Djela
Kultne zgrade Christiana de Portzamparca, urbani polovi privlačnosti, stvaraju okruženja u kojima se interijer i vanjski prostori međusobno prožimaju, rade kao katalizatori u dinamici urbanog pejzaža. Ovaj način djelovanja je ostvaren u velikim kulturnim kompleksima, često posvećenima plesu i glazbi, kao što je Luksemburška filharmonija iz 2005. godine, koja uključuje i 1.500 sjedala filharmonijske dvorane, 300 sjedala komorne dvorane i 120 sjedala elektro-akustične, te koncertnu dvoranu od 1.800 sjedala koja se pretvara u 1300 sjedala operne kuće, kao dio projekta Cidade da Musica u Rio de Janeiru u Brazilu.
Tornjevi Christiana de Portzamparca su od početka bili rezultat njegovog proučavanja vertikalne skulpturalnosti i koncentrirajnja na prizmatične oblike, poput njegova LVMH tornja iz 1995. god. u New Yorku (SAD), za koji je Christian de Portzamparc dobio mnoge pohvale.

### Popis odabranih projekata
- 1988. – 1990. Musée Bourdelle, Pariz, Francuska
- 1984. – 1995. Cité de la Musique (Glazbeni grad), Pariz, Francuska[4]
- 1991. – 1995. Toranj Crédit Lyonnais, Lille, Francuska
- 1995. – 1999. Toranj LVMH, New York, SAD
- 1997. – 2003. Francuska ambasada, Berlin, Njemačka
- 2001. – 2004. Sjedište Le Mondea, Pariz, Francuska
- 1997. – 2005. Luksemburška filharmonija, Luksemburg
- 1993. – 2006. Knjižnica i muzej Bretanje, Les Champs-Libres-Ar Maezioù Frank, Rennes, Francuska
- 2001. – 2008. Tour Granite za Société Générale, La Défense, Pariz, Francuska
- 2003. – 2008. Renaissance Paris Wagram Hotel, Pariz, Francuska
- 2007. – 2009. Musée Hergé, Louvain-la-Neuve, Belgija
- 2011. Znanstvena četvrt Grenoble Presqu’île, Grenoble, Francuska
- 2002. – 2012. Cidade da Musica, Rio de Janeiro, Brazil
- 2011. – 2013. Toranj One 57, New York, SAD

- „Glazbeni grad”, Pariz (1984.-95.)
- Toranj LVMH, New York
- Francuska ambasada u Berlinu (1997.-2003.)
- Luksemburška filharmonija (1997.-2005.)
- Toranj One 57 u New Yorku u izgradnji u prosincu 2012.

## Vanjske poveznice
- službene stranice
- Biografija na stranicama Pritzkerove nagrade (engl.)